# 39971 József
A 39971 József (ideiglenes jelöléssel 1998 GN10) a Naprendszer kisbolygóövében található aszteroida. Sárneczky Krisztián és Kiss László fedezte fel 1998. április 2-án. Az égitest József Attiláról kapta a nevét.